# Cercle athlétique de Neuilly
Vous lisez un « bon article » labellisé en 2016.
Maillots
Le Cercle athlétique de Neuilly, abrégé en CA Neuilly, est un club de football français fondé en 1893, disparu en 1896 et basé à Neuilly-sur-Seine, commune limitrophe de Paris.
Le CA Neuilly change deux fois de nom, pour s'appeler Stade de Neuilly à partir de 1894 puis Sporting Club de Neuilly, abrégé en SC Neuilly, à partir de 1895.
Le club est un des premiers clubs de football fondés en France. Il participe aux trois premières éditions du championnat de France organisé par l'Union des sociétés françaises de sports athlétiques, la première compétition de football en France, mais peine à bien y figurer en raison de la mainmise des trois meilleurs clubs du moment que sont le Club français, le Standard Athletic Club et les White Rovers. Le CA Neuilly est néanmoins un club historique à plus d'un titre. Il est notamment le premier club de football français à avoir été reconnu par une fédération, et il a participé au premier match officiel de l'histoire du football français, au cours duquel il est battu par les White Rovers lors du tour préliminaire du championnat de France 1894.
Le club cesse son activité après seulement trois ans d’existence, sans que les raisons de sa dissolution ne soient réellement sues. L'histoire du club est surtout connue grâce à l'un de ses joueurs, Georges Duhamel, auteur d'un livre de référence sur les débuts du football en France.

## Historique

### Genèse du club (1893)

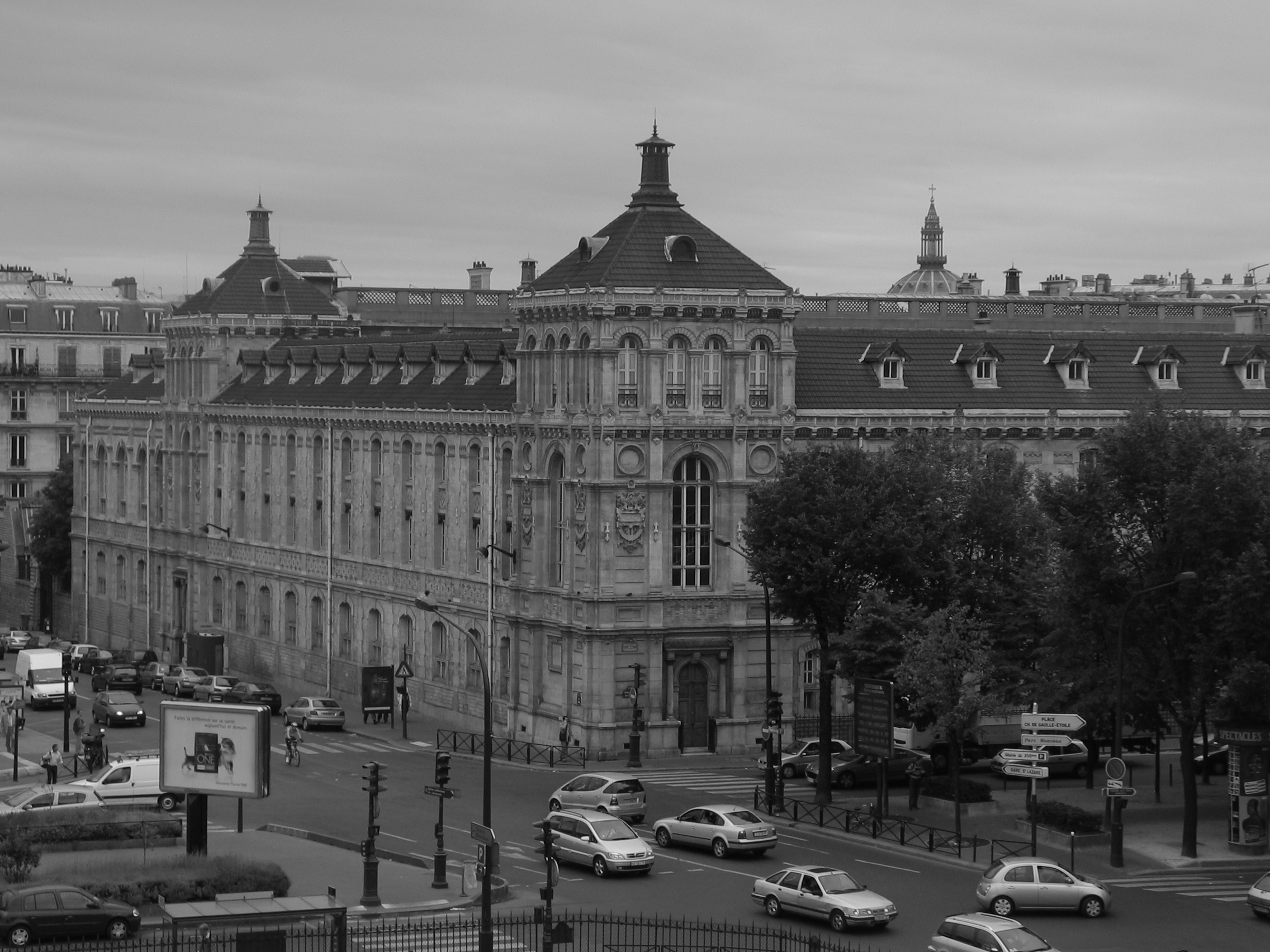
Le club est fondé par des élèves du Collège Chaptal à Paris.

Début 1893, des élèves du Collège Chaptal à Paris créent l'un des premiers clubs de football français, qu'ils nomment l'Étoile. Le club s'installe sur la pelouse de Madrid dans le bois de Boulogne, à côté du terrain du Club français. L'Étoile noue naturellement des liens avec ce dernier, premier club créé par des Français, en 1892, et lui-même fondé par des élèves du Collège Chaptal ainsi que du Lycée Janson-de-Sailly. L'Étoile dispute un seul match contre un autre club. Opposé à une équipe seconde du Club français sur le terrain de la Ligue du bois de Boulogne, l'Étoile s'incline par quatre buts à zéro.
À la fin de la saison 1892-1893, la proximité entre les deux clubs aboutit à la dissolution de l'Étoile, sans même qu'une assemblée générale ne soit tenue pour l'entériner. Les membres parisiens de l'Étoile passent au Club français, tandis que ceux de Neuilly-sur-Seine, de Puteaux et de Courbevoie se réunissent dans un nouveau club d'abord nommé Les Jeunes Athlètes, puis Cercle athlétique de Neuilly, lequel est dans la foulée déclaré en tant qu'association. Le secrétaire du club, Georges Caizac, est plus tard pendant quatre ans le rédacteur de la rubrique de football du journal officiel de l'Union des sociétés françaises de sports athlétiques (USFSA), et responsable de la section football avec Léon Augis,.

### Participation au premier championnat de France (1893-1894)
Alors que quelques clubs de football existent à Paris au début de la saison 1893-1894, l'USFSA ne légitime pas ce sport dans un premier temps. Aucun club n'est ainsi ni affilié ni reconnu à l'USFSA. Le Cercle athlétique de Neuilly est le premier club à demander sa reconnaissance, fin 1893. Sous la menace de la fondation d'une ligue indépendante par les clubs de football, l'Union finit par reconnaître ce sport et promet l'organisation d'un championnat officiel en fin de saison, championnat qui sera géré par la Commission de rugby.
À cause de ces événements, le premier match interclubs de la saison n'a lieu que le 24 décembre 1893. Sur le terrain du quartier de Bécon à Courbevoie, le CA Neuilly fait match nul un but partout contre une équipe du Standard Athletic Club composée de remplaçants. Une deuxième manche a lieu le 3 février 1894, remportée par le Standard par trois buts à zéro,. Trois semaines plus tard, le CA Neuilly remporte sa première victoire en battant au bois de Boulogne l'International Athletic Club par deux buts à zéro.
Le premier championnat de France de football, disputé en matchs éliminatoires, débute en avril 1894. Seuls six clubs s'engagent. Comme deux clubs sont exemptés du premier tour et que l'International AC déclare forfait face au Standard AC, le premier tour ne consiste qu'en un seul match, entre le CA Neuilly et les grands favoris, les White Rovers. Pour le premier match officiel de l'histoire du football français, les White Rovers l'emportent facilement sur le score de treize buts à zéro à Bécon. Georges Duhamel, membre du CA Neuilly et auteur du livre Le football français : ses débuts, qui raconte avec précision les débuts du football français de 1890 à 1895, n'a malheureusement pas pu rapporter de témoignage sur ce match, étant grippé et ayant été interdit de sortir par sa mère.

### Changement de nom et deuxième championnat de France (1894-1895)
| \| Rue de l'Hôtel de Ville · à Neuilly-sur-Seine Terrain du Tir aux Pigeons au bois de Boulogne Collège Chaptal \| Principaux lieux fréquentés par les membres du club. |
| Rue de l'Hôtel de Ville · à Neuilly-sur-Seine Terrain du Tir aux Pigeons au bois de Boulogne Collège Chaptal                                                            |

Le Cercle athlétique de Neuilly continue à s'entrainer au bois de Boulogne pendant l'été 1894. De l'aveu même de Georges Duhamel, si l'équipe « commence à posséder quelque technique, la tactique leur fait complètement défaut ». Pour jouer, le club doit même transporter ses poteaux de but d'une remise appartenant au père d'un joueur située rue de l'Hôtel de Ville à Neuilly-sur-Seine jusqu'au terrain du Tir aux Pigeons, soit un trajet de près de deux kilomètres. En juillet, les joueurs parviennent à s'acheter une douzaine de chemises aux couleurs du club, bleues ciel avec manches et cols noirs,, puis changent le nom du club en Stade de Neuilly. Malgré cela, parmi les sept clubs pratiquant activement le football à Paris, le Stade de Neuilly est le seul à ne pas avoir de terrain attitré.
Dès le début de la saison 1894-1895, de nombreux matchs sont organisés entre les différents clubs. Le Stade de Neuilly rencontre notamment trois dimanches de suite le Standard Athletic Club sur le terrain du vélodrome de la Seine et encaisse à chaque fois entre douze et vingt-trois buts. S'il conçoit qu'il est moins fort que les trois grands clubs que sont le Standard AC, le Club français et les White Rovers, surnommés le « groupe des As », le club cherche surtout à battre les trois autres équipes, dont les confrontations aboutissent à des matchs serrés et très disputés. Le Stade de Neuilly compte alors comme principaux joueurs Georges Caizac, M. Faucher, les frères Gaston et Georges Duhamel, ou encore M. Howatson, un Écossais, qui joue sous le nom de Stevens car son père lui interdit de jouer le dimanche, jour du Seigneur,,. En octobre 1894, une commission consacrée au football est créée au sein de l'USFSA, dont fait partie un joueur du Stade de Neuilly, Georges Caizac. Dans la foulée, le Conseil de l'Union nomme en janvier 1895 des arbitres officiels pour un an, parmi lesquels figurent trois joueurs du Stade de Neuilly, Georges Caizac, M. Chapelle et Gaston Duhamel.
Huit équipes s'engagent pour le championnat de France 1895, toujours disputé en matchs éliminatoires, avec un système de têtes de série, dont sont naturellement affublés le Standard AC, le Club français et les White Rovers. Pour la quatrième place, Georges Caizac, secrétaire du Stade de Neuilly et membre de la Commission de football, intervient en faveur de son club, qui obtient aussi ce statut,. Le 10 mars 1895, le Stade de Neuilly affronte en quart de finale le Cercle pédestre d'Asnières. Le match a lieu sur le terrain du vélodrome de la Seine après celui entre le Standard AC et l'United Sports Club. À cause de cela, la rencontre se termine à la nuit tombante, mais les deux équipes sont à égalité un but partout. L'arbitre, Neville Tunmer, joueur du Standard, décide d'une prolongation avec but vainqueur, que finit par inscrire le Stade de Neuilly. Le CP Asnières dépose une réclamation justifiée, car la règle du but vainqueur n'existe pas. Malgré cela, la Commission de football, dont fait inopportunément aussi partie Neville Tunmer, entérine le résultat,. La semaine suivante, en demi-finale, le Stade de Neuilly est sans surprise balayé par le Standard AC par dix-huit buts à zéro, d'autant plus que six joueurs de l'équipe ont participé le matin même au championnat de France de cross-country, couru sur une distance de 17 km.

### Nouveau changement de nom et fin du club (1895-1896)
Le club change une nouvelle fois de nom au début de la saison 1895-1896, optant pour celui de Sporting Club de Neuilly. Contrairement aux autres clubs, le SC Neuilly n'a toujours pas de terrain attitré. La nouvelle Commission de football est nommée en octobre 1895, et ne comprend plus de joueur du club. Une formule de poule est adoptée pour le championnat de France 1895-1896, qui oppose neuf clubs parisiens. Le SC Neuilly termine septième, logiquement battu par le « groupe des As », mais avec un bilan mitigé de deux victoires, un nul et deux défaites face aux cinq autres clubs,.
Plusieurs matchs internationaux franco-belges sont joués au cours de la saison, dont deux par le SC Neuilly. Le 6 mars 1896, le Sporting Club de Neuilly se déplace à Bruges pour y affronter le Football Club brugeois et s'impose par deux buts à un. Le 6 avril 1896, le club est opposé au Racing Club de Bruxelles place Collange à Levallois-Perret et s'incline sur le score d'un but à zéro.
Le Sporting Club de Neuilly, après trois ans d'existence, est dissout à la fin de la saison 1895-1896,.

## Résultats sportifs

### Palmarès
Le club ne possède aucun palmarès. Son meilleur résultat reste une demi-finale lors du championnat de France 1895.

### Bilan saison par saison
Le tableau suivant présente le bilan saison par saison du Cercle athlétique de Neuilly sur les trois saisons qu'il a disputées. Le club n'a remporté que trois victoires sur ses onze rencontres officielles.
| Saison    | Championnat           | Div.  | Clas.  | Pts   | J  | V | N | D | Bp | Bc | Diff |
| --------- | --------------------- | ----- | ------ | ----- | -- | - | - | - | -- | -- | ---- |
| 1893-1894 | Championnat de France | –     | 1er t. | –     | 1  | 0 | 0 | 1 | 0  | 13 | -13  |
| 1894-1895 | Championnat de France | –     | 1/2    | –     | 2  | 1 | 0 | 1 | 2  | 19 | -17  |
| 1895-1896 | Championnat de France | –     | 7 / 9  | 5     | 8  | 2 | 1 | 5 | 10 | 11 | -1   |
| Total     | Total                 | Total | Total  | Total | 11 | 3 | 1 | 7 | 12 | 43 | -31  |